# Unterasbach (Oberasbach)

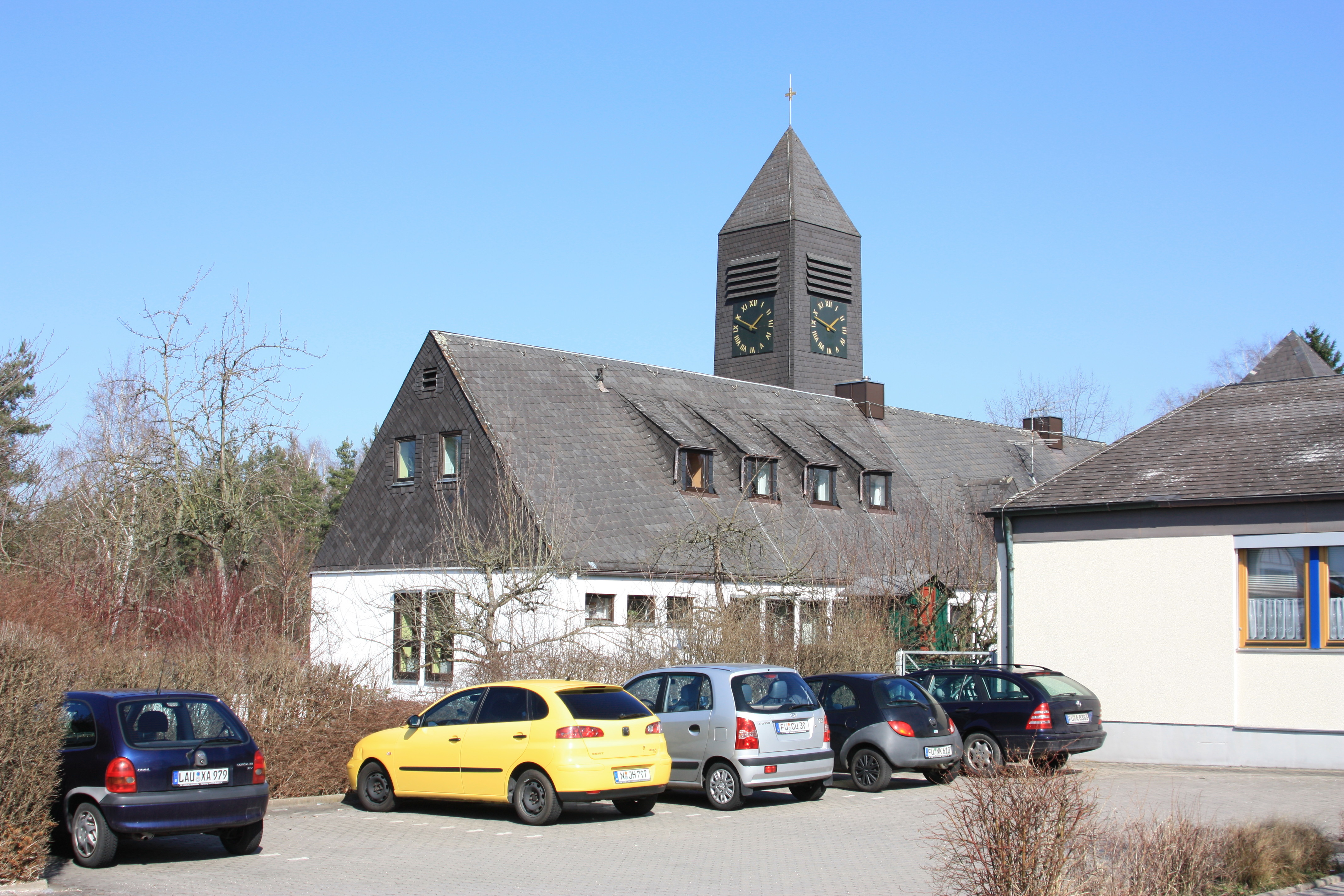
Evangelische Pfarrkirche St. Stephanus

Unterasbach (fränkisch: „Aschbach“) ist ein Gemeindeteil der Stadt Oberasbach im mittelfränkischen Landkreis Fürth in Bayern. Unterasbach liegt in der Gemarkung Oberasbach.

## Geographie
Das Pfarrdorf bildet mit dem westlich gelegenen Oberasbach eine geschlossene Siedlung. Unmittelbar nördlich des Ortes fließt der Asbach, ein linker Zufluss der Rednitz. Im Osten grenzt das Naturschutzgebiet Hainberg an. Im Süden liegt das Flurgebiet Schanze. Gemeindeverbindungsstraßen führen nach Oberasbach (1,5 km westlich), nach Stein zur Bundesstraße 14 (2,5 km östlich), nach Oberweihersbuch (1,4 km südlich) und nach Kreutles (1,2 km nördlich). Der Ort hat einen Haltepunkt an der Bahnstrecke Nürnberg–Crailsheim.

## Geschichte
Der Ort wurde 1279 als „inferiori Asbach“ erstmals urkundlich erwähnt, als Eberhardus de Hertingsberg dem Nürnberger Klarissenkloster u. a. Güter in diesem Ort schenkte. 1373 wurde der Ort „Nydern Aspach“ genannt. Der Ortsname leitet sich vom Gewässernamen Asbach ab, dessen Bestimmungswort „aspe“ (=Espe) ist.
Gegen Ende des 18. Jahrhunderts gab es in Unterasbach 9 Anwesen. Das Hochgericht übte das brandenburg-ansbachische Richteramt Roßtal aus. Die Dorf- und Gemeindeherrschaft hatte das Landpflegamt Nürnberg. Grundherren waren das Kastenamt Cadolzburg (1 Hof), die Reichsstadt Nürnberg: Landesalmosenamt (1 Gut), St.-Klara-Klosteramt (2 Halbhöfe), Spitalamt (1 Viertelhof), Schlüsselfelder-Stiftung (1 Gut), die Nürnberger Eigenherren von Kreß (1 Hof), von Löffelholz (1 Gut) und die Pfarrei Röthenbach bei St. Wolfgang (1 Hof).
Von 1797 bis 1808 unterstand der Ort dem Justiz- und Kammeramt Cadolzburg. Im Rahmen des Gemeindeedikts wurde Unterasbach dem 1808 gebildeten Steuerdistrikt Oberasbach zugeordnet. Es gehörte auch der im selben Jahr gegründeten Ruralgemeinde Oberasbach an. 1 Anwesen unterstand in freiwilliger Gerichtsbarkeit von 1823 bis 1835 dem Patrimonialgericht Nemsdorf, 1 Anwesen von 1818 bis 1830 dem Patrimonialgericht Neunhof, 1 Anwesen bis 1812 dem Patrimonialgericht von Volckamer und 1 Anwesen bis 1813 dem Patrimonialgericht von Löffelholz.

### Baudenkmäler
- Jahnstraße 77: Wohnstallhaus[8]
- Jahnstraße 79: Wohnstallhaus[8]

### Einwohnerentwicklung
| Jahr      | 001818 | 001840 | 001861 | 001871 | 001885 | 001900 | 001925 | 001950 | 001961 | 001970 | 001987 | 002022 |
| Einwohner | 54     | 83     | 89     | 79     | 81     | 74     | 130    | 734    | 2586   | 1689   | 3087   | 3672   |
| Häuser    | 13     | 18     |        |        | 14     | 16     | 22     | 114    | 346    |        | 726    |        |
| Quelle    | [ 10 ] | [ 11 ] | [ 12 ] | [ 13 ] | [ 14 ] | [ 15 ] | [ 16 ] | [ 17 ] | [ 18 ] | [ 19 ] | [ 20 ] | [ 1 ]  |

## Religion
Der Ort ist seit der Reformation evangelisch-lutherisch geprägt und war ursprünglich nach St. Rochus (Zirndorf) gepfarrt, aktuell ist die Pfarrei St. Stephanus in Unterasbach zuständig. Die Katholiken sind nach St. Johannes in Oberasbach gepfarrt.